# Mihaela Petrilă
Mihaela Petrila est une rameuse roumaine, née le 7 mai 1991.

## Palmarès

### Championnats d'Europe
- 2015, à Poznań ( Pologne)
  -  Médaille de bronze en Huit
- 2014, à Belgrade ( Serbie)
  -  Médaille d'or en Huit